# ムツエラエイ
ムツエラエイ(Hexatrygon bickelli)は深海性のエイの一種。ムツエラエイ科の唯一の現生種である。1980年に記載された。その後ムツエラエイ属には複数種が記載されていたが、現在では全て本種であるとされている。6対の鰓裂（通常のエイは5対）、ゼラチン質に満たされた長い吻を持つ特異な種であり、最大で1.7mになる。背面は褐色、腹面は白。皮膚は皮歯を欠き柔らかい。
インド太平洋に広く分布し、深度500-1120mの上部大陸斜面や海山で見られる。底生で、長い吻を用いて餌を探す。顎は大きく突き出すことができる。胎生である。IUCNは保全状況を軽度懸念としている。

## 分類
ホロタイプは体盤幅64cmの雌で、ほぼ完全な形でポート・エリザベスの砂浜に打ち上げられた個体である。Eastern Province Heraldで釣りの特派員を務めていたDave Bickellにより発見された。1980年、J. L. B. Smith Institute of IchthyologyのIchthyological Bulletinにおいて、Phillip HeemstraとMargaret Smithにより新科・新属・新種として記載された。属名 Hexatrygon はギリシャ語の hexa ("6") ・trygon ("アカエイ") に由来し、鰓裂の数に因んだものである。種小名 bickelli は発見者の名に由来する。
H. bickelliの後、形態的特徴に基づいて4種が記載された。だが、その後、吻の形状・体幅・歯列数が個体・成長段階によって変化することが分かった。そのため現在では（分子系統的な種内系統解析が必要ではあるが）、H. bickelliのみが有効名とされている。トビエイ亜目内での位置に関しては、形態系統解析では、トビエイ亜目で最も基底的な種であるとされる。だが、分子系統解析では、本種はヒラタエイ科に属する Trygonoptera 属の姉妹群であるという結果が得られている。また、絶滅した近縁種として、始新世中期(49–37 Ma)の層から Hexatrygon senegasi が発見されている。

## 分布
インド太平洋に広く分布する。インド洋では、南アフリカ東海岸のポート・エリザベス、ポート・アルフレッド沖からインド南部・インドネシア・西部オーストラリア沖のエクスマウス海台からシャーク湾。太平洋では、日本列島・台湾・フィリピン、クイーンズランド・ニューカレドニア・ハワイ。深海底生性で、深度500-1120mの上部大陸斜面・海山に出現するが、南アフリカ海岸に漂着した2個体(1個体は生きたまま)のほか、日本近海で摂餌する姿が撮影されるなど、浅海にも現れる。砂泥底・岩礁どちらにおいても見られる。

## 形態
体は分厚くて柔らかく、幅広い体盤を持つ。吻は三角形で、若魚より成魚のほうが長く、体盤長の2/5にまで成長する。吻の内部は透明なゼラチン質の物質で満たされるため、死後に空気や防腐剤に触れると大きく収縮する。眼は小さく、噴水孔から前方に離れて位置する。口は直線状で幅広、鼻褶は非常に幅広で短く、口の手前で途切れて後鼻弁と融合する。小さく鈍い歯が44-102列、交互に並ぶ。成長に連れて歯列は増える。体盤の下には6対の小さな鰓裂があり、他のエイより1対多い。サメではカグラザメなどの例があるが、エイで6対の鰓裂を持つ種は本種のみである。左側に6個、右側に7個の鰓裂を持つ個体が採集されたこともある。また、鰓裂は6対であるが、鰓弓は5対である。腹鰭は大きく丸い。
尾は太く、体盤の0.5-0.7倍程の長さ。尾の背面には、鋸歯状の鋭い棘が1-2本ある。尾鰭は長い葉状で、ほぼ上下対称である。皮膚は弱々しく、皮歯はない。体盤の背面は紫からピンクがかった褐色で、鰭の縁は僅かに暗くなる。皮膚は容易に剥がれ、白い斑点となる。腹面は白く、胸鰭・腹鰭の縁は暗くなる。吻は半透明で、尾・尾鰭は黒い。発見された最大個体は、全長1.7mの雌である。

## 生態

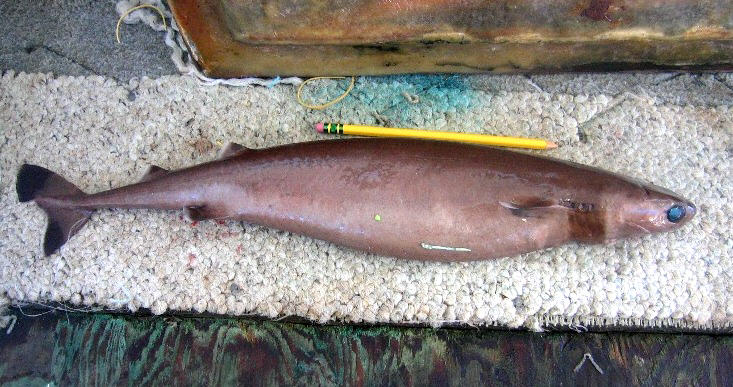
ダルマザメは本種を襲うことが知られている。

長い吻は非常に柔らかく、上下左右に曲げることができる。この吻を用いて、堆積物中の餌を探すと考えられる。吻の下面には、よく発達したロレンチーニ器官が前後に並ぶ。この器官により、餌生物が発する微小な電場を捉えることができる。頭部長を超えて口を下方に突出させることができ、堆積物に隠れた獲物を吸い出すと推測されている。顎の石灰化が弱く、硬い殻を持つ生物は捕食できないようである。ダルマザメに傷つけられた個体も見つかっている。胎生であり、産仔数は2-5。出生時は体長48cm程度。雌雄共に110cm程度で性成熟する。

## 保全状況
本種の生息深度での漁業活動は少なく、IUCNは保全状況を軽度懸念としている。台湾周辺では底引き網によって少数が混獲されている。捕獲数は年々減っており、局所的に過剰漁獲状態にあるのかもしれないが、確かなデータはない。

## 飼育記録
深海性のエイであり、飼育記録はほとんどないが、沼津港深海水族館で数日の飼育記録がある。